# Concremiers
Concremiers is een gemeente in het Franse departement Indre (regio Centre-Val de Loire) en telt 610 inwoners (1999). De plaats maakt deel uit van het arrondissement Le Blanc.

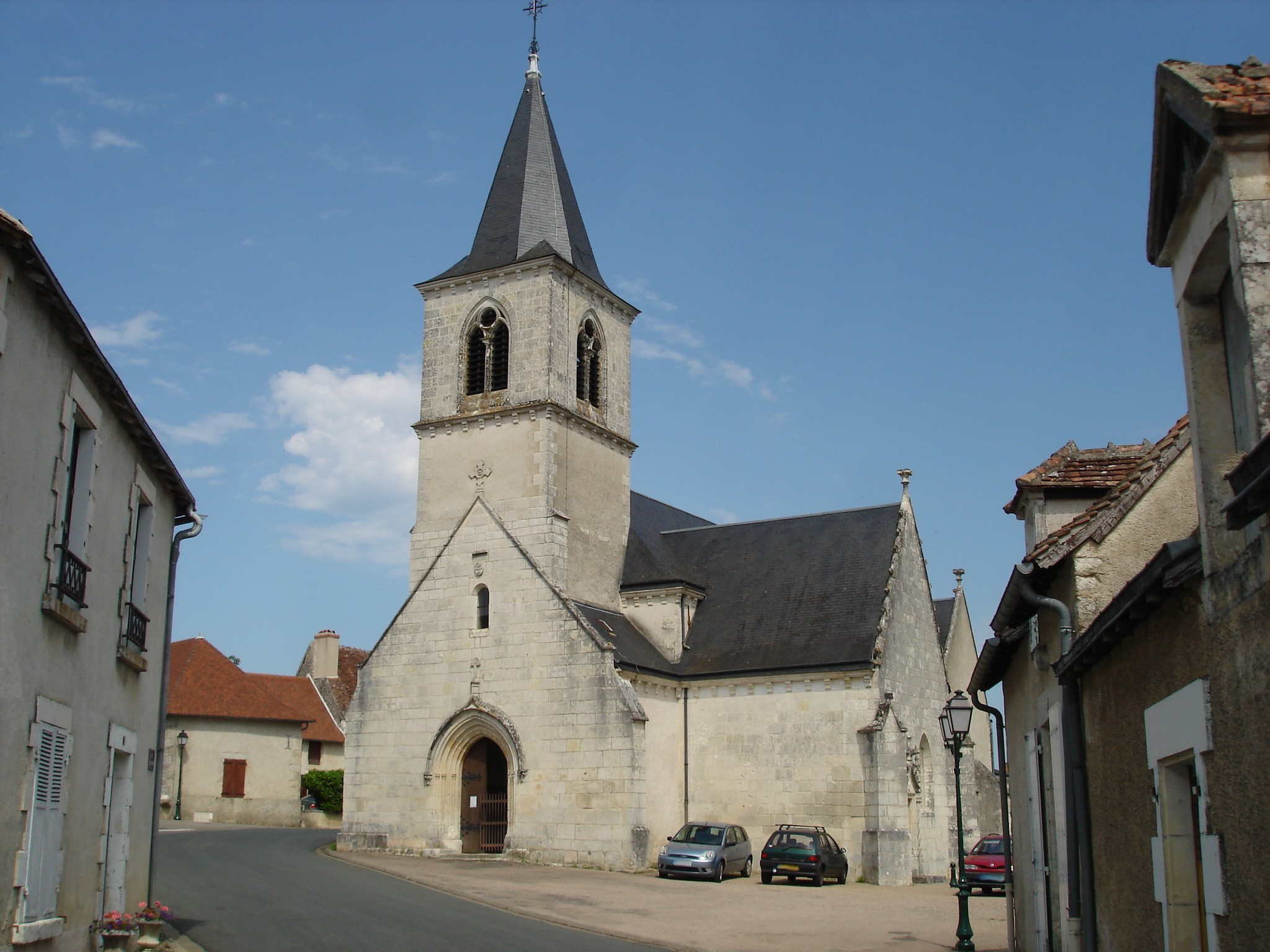
Kerk van Concremiers

## Geografie
De oppervlakte van Concremiers bedraagt 28,6 km², de bevolkingsdichtheid is 21,3 inwoners per km².
De onderstaande kaart toont de ligging van Concremiers met de belangrijkste infrastructuur en aangrenzende gemeenten.

## Demografie
Onderstaande figuur toont het verloop van het inwonertal (bron: INSEE-tellingen).